# Queanbeyan River
Der Queanbeyan River ist ein Fluss im Südosten des australischen Bundesstaates New South Wales. 

## Geographie
Er entspringt an den Hängen des Bald Mountain in der Great Dividing Range, fließt nach Norden durch die Stadt Queanbeyan und mündet nördlich vom Stadtgebiet in den Molonglo River. 
Der Googong-Stausee wurde 1979 gebaut, um die Trinkwasserversorgung von Queanbeyan und Canberra sicherzustellen. Das dazugehörende Wasserreservoir sammelt 124.500 Millionen Liter Wasser aus einem 873 km² großen Einzugsgebiet. Damm und Reservoir befinden sich fünf Kilometer oberhalb von Queanbeyan und sind im Besitz der Bundesregierung. Der Betrieb erfolgt durch die ACTEW Corporation, den Versorgungsbetrieb des Australian Capital Territory.